# 6294 Czerny
A 6294 Czerny (ideiglenes jelöléssel 1988 CX1) a Naprendszer kisbolygóövében található aszteroida. Eric Walter Elst fedezte fel 1988. február 11-én.